# タンボフ州

タンボフ州
ロシア語: Тамбовская область

タンボフ州 (タンボフしゅう、Тамбовская область) はタンボフ市を州都とするロシアの州（オーブラスチ）である。面積は34,462km2、人口は982,991人（2021年国勢調査）。1989年の132万人から、一貫して人口減少が進んでいる。

## 行政区画

### 州直轄市
- タンボフ (Тамбов)
- ミチュリンスク (Мичуринск)
- ラスカーゾヴォ (Рассказово)
- モルシャンスク (Моршанск)
- コトフスク (Котовск)
- ウヴァロヴォ (Уварово)
- キルサノフ (Кирсанов)

### 地区
| 地区 (район)                            | 中心地                   |
| --------------------------------------- | ------------------------ |
| スタロユリエヴォ地区 (Староюрьевский)   | スタロユリエヴォ         |
| ソスノフカ地区 (Сосновский)             | ソスノフカ               |
| モルシャンスク地区 (Моршанский)         | モルシャンスク           |
| ピチャーエヴォ地区 (Пичаевский)         | ピチャーエヴォ           |
| ピェルヴォマイスキー地区 (Первомайский) | ピェルヴォマイスキー     |
| ミチュリンスク地区 (Мичуринский)        | ミチュリンスク           |
| ニキーフォロフカ地区 (Никифоровский)    | ドミトリエフカ           |
| タンボフ地区 (Тамбовский)               | タンボフ                 |
| ボンダリ地区 (Бондарский)               | ボンダリ                 |
| ガグリロフカ地区 (Гавриловский)         | ガグリロフカ・フタラーヤ |
| ペトロフスコエ地区 (Петровский)         | ペトロフスコエ           |
| ズナーメンカ地区 (Знаменский)           | ズナーメンカ             |
| ラスカーゾヴォ地区 (Рассказовский)      | ラスカーゾヴォ           |
| キルサノフ地区 (Кирсановский)           | キルサノフ               |
| ウミョート地区 (Умётский)               | ウミョート               |
| モルドヴォ地区 (Мордовский)             | モルドヴォ               |
| トカリョーフカ地区 (Токаревский)        | トカリョーフカ           |
| サーンプル地区 (Сампурский)             | サチンカ                 |
| ルジャクサ地区 (Ржаксинский)            | ルジャクサ               |
| インジャーヴィノ地区 (Инжавинский)      | インジャーヴィノ         |
| ジェルデフカ地区 (Жердевский)           | ジェルデフカ             |
| ウヴァロヴォ地区 (Уваровский)           | ウヴァロヴォ             |
| ムチカプスキー地区 (Мучкапский)         | ムチカプスキー           |

1. ↑  “5. ЧИСЛЕННОСТЬ НАСЕЛЕНИЯ РОССИИ, ФЕДЕРАЛЬНЫХ ОКРУГОВ, СУБЪЕКТОВ РОССИЙСКОЙ ФЕДЕРАЦИИ, ГОРОДСКИХ ОКРУГОВ, МУНИЦИПАЛЬНЫХ РАЙОНОВ, МУНИЦИПАЛЬНЫХ ОКРУГОВ, ГОРОДСКИХ И СЕЛЬСКИХ ПОСЕЛЕНИЙ, ГОРОДСКИХ НАСЕЛЕННЫХ  ПУНКТОВ, СЕЛЬСКИХ НАСЕЛЕННЫХ ПУНКТОВ С НАСЕЛЕНИЕМ 3000 ЧЕЛОВЕК И БОЛЕЕ”. 2024年5月22日閲覧。
2. 1 2 3 4 5  地区に属さない州直轄市。

## 政治
1999年から2015年までオレーグ・ベーチンが州知事を長く務めた。その後はアレクサンドル・ニキーチンを経て、2021年からマクシム・エゴロフが州知事（代行）を務めている。

## 標準時
この地域は、モスクワ時間帯の標準時を使用している。時差はUTC+3時間で、夏時間はない。（2011年3月までは標準時がUTC+3、夏時間がUTC+4、同年3月から2014年10月までは通年UTC+4であった）

## 日本との関係
第二次世界大戦後、マルシャンスクに第64収容地区（グラーグ）が設置され、シベリア抑留を受けた日本人捕虜が移送されてきた歴史がある。

## タンボフ州出身の著名人
- リュドミラ・エンクイスト：陸上競技選手。1996年アトランタオリンピック女子100mハードル金メダル
- ユーリ・ジルコフ：サッカー選手。CSKAモスクワ所属